# All things bright and beautiful (Rutter)
All things bright and beautiful is een Engelstalige hymne gecomponeerd door John Rutter op basis van de bestaande hymne van Cecil Frances Alexander.

## Muziek
All things bright and beautiful is een Engelse hymne die gebaseerd is op de gelijknamige hymne van de Engelse componist Cecil Frances Alexander. Rutter schreef de hymne in 1983 voor unison en hogere stemmen (SSA, 1e sopraan, 2e sopraan, alt). Het muziekstuk werd geschreven in opdracht van het Westminster Choir College en opgedragen aan Helen Kemp. In 2015 volgde een tweede bewerking voor SATB, piano of kamerorkest bestaande uit 2 dwarsfluiten, 2 hobo’s, 2 klarinetten, fagot, 2 hoorns, harp en strijkinstrumenten. Er volgde in 2016 nog een bewerking All things bright and beautiful (Royal Oak) voor SSA, piano en harp.

## Uitvoeringen
All things bright and beautiful werd door meerdere koren wereldwijd uitgevoerd waaronder Rutters eigen kamerkoor de Cambridge Singers. Het is opgenomen op de albums Be thou my vision, Sing, ye Heavens, Gloria: The sacred music of John Rutter en A Double Celebration.